# Jerzy Siemiginowski-Eleuter
Jerzy Eleuter Szymonowicz Siemiginowski (vers 1660 - vers 1711) est un peintre polonais de premier plan et graveur de l'époque baroque, peintre de cour du roi Jean III Sobieski et un noble de la république des Deux Nations. Il est considéré comme l'un des peintres les plus accomplis du classique baroque en Pologne, qui joint dans ses œuvres la théorie classique avec des motifs authentiques.

## Biographie
Né à Lviv (Lwów) dans l'actuelle Ukraine (à cette époque située dans la république des Deux Nations), Siemiginowski (né Szymonowicz) est le fils d'un peintre, Jerzy Szymonowicz et de Teodozja née Korunka. En 1677 il est confié au roi Jean III Sobieski par ses parents et envoyé par le roi à Rome. Avant de se rendre à Rome, il passe probablement au moins un an, peut-être deux, à Paris. En 1682, en raison de la recommandation du roi Jean III, il est admis à l'Accademia di San Luca à Rome, est fait chevalier de l’Éperon d'or et reçoit le titre de Eques Auratus du pape Innocent XI. Le 11 janvier 1682, il prend également la première place au concours de l'Académie pour deux de ses dessins « Construction de la tour de Babel », et « La colère de Dieu causée par la construction d'une tour ». Livio Odescalchi, le neveu du pape, le prend sous sa protection . À Rome il est formé par Lazzaro Baldi, Luigi Garzi et Carlo Maratta

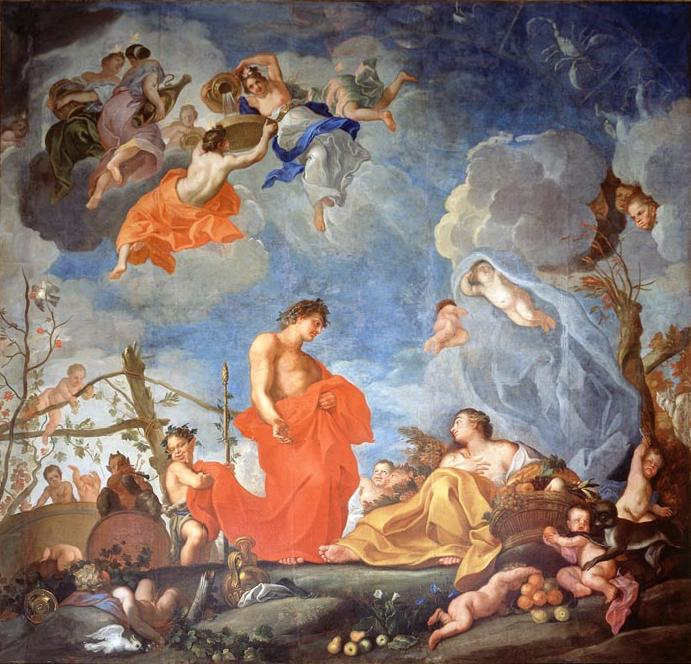
Plafond Allégorie de l'automne, 1681-1682

Peu de temps après son retour en Pologne en 1684, il est anobli par le roi et prend le nom de chevalier Eleuter (grec pour libre, indépendant). En 1687 Jean III lui accorde le village de Łuka près de Zolotchiv pour confirmer son statut de noble. Après la mort du roi il devient secrétaire d'Auguste II de Pologne et peintre de cour d'Aleksander Benedykt Sobieski. À cette époque il travaille à Wilanów (palais suburbain de Sobieski) et supervise la construction des ailes du nouveau palais. En 1701, il est adopté par la noble famille pauvre de Siemiginowski (il leur verse beaucoup d'argent pour ce privilège) et à partir de ce moment utilise leur nom. Marié quatre fois, Siemiginowski a 11 enfants. En 1704 il a une maison à Varsovie et un manoir à Wielopole près de Varsovie. Il décède probablement entre le 28 février 1708 et le 13 mars 1711.
Siemiginowski-Eleuter est l'artiste principal responsable de la décoration et de la peinture de l'intérieur du palais de Wilanów à Varsovie. Sa peinture est fortement influencée par les artistes français de l'époque baroque. Des similitudes avec des plafonds par Charles Le Brun dans ses œuvres (surtout la peinture de plafond du Pavillon de l'Aurore dans la résidence de banlieue parisienne de Jean-Baptiste Colbert à Sceaux, 1671 ou 1672), rendent sa visite à Paris plus probable. Les influences de Carlo Maratta et Nicolas Poussin se remarquent aussi dans ses œuvres (particulièrement dans son plafond Allégorie du printemps dans la chambre de la reine inspiré par le Flora de Maratta et Changements dans le Royaume de Flora par Poussin). Il peint des portraits à l'antique des membres de la famille royale et fait des gravures avec la participation de Charles de La Haye. Siemiginowski peint de nombreuses fresques, notables pour leurs nombreuses couleurs. Son objet varient des scènes dramatiques aux paysages paisibles. Parmi les plus remarquables de ses œuvres figurent quatre plafonds représentant les quatre saisons au palais de Wilanów. Siemiginowski, qui fonde sa propre école de peinture à Wilanów, est un architecte de renom (il participe à la conception de l'hôtel de ville de Zhovkva). nombre de ses peintures religieuses à Varovie (Crucifixion dans l'église de la Sainte-Croix, Transfiguration dans l'église des Capucins, entre autres) sont détruites lors du bombardement massif de la ville par les Allemands en 1944.

## Œuvres dans le palais de Wilanów

### Peintures de plafond

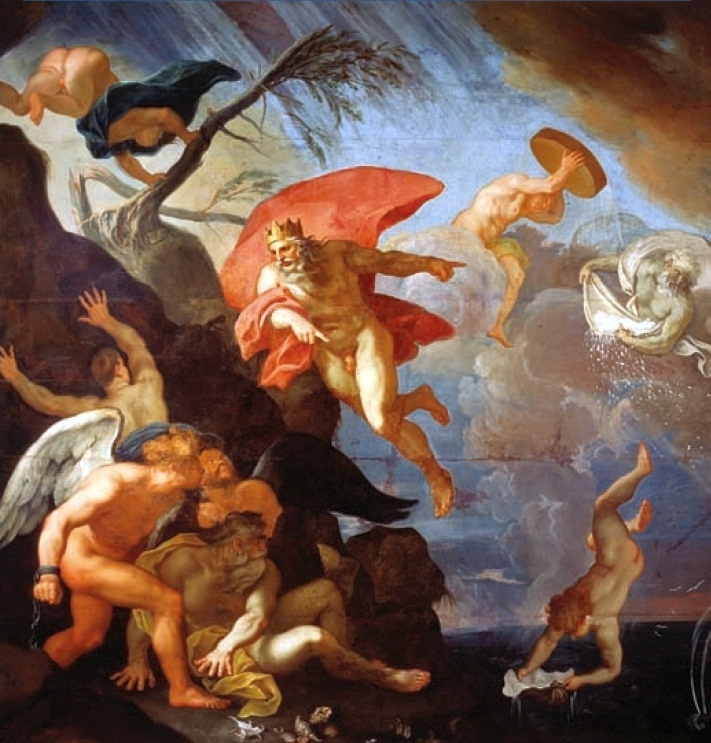
Allégorie de l'hiver, 1683
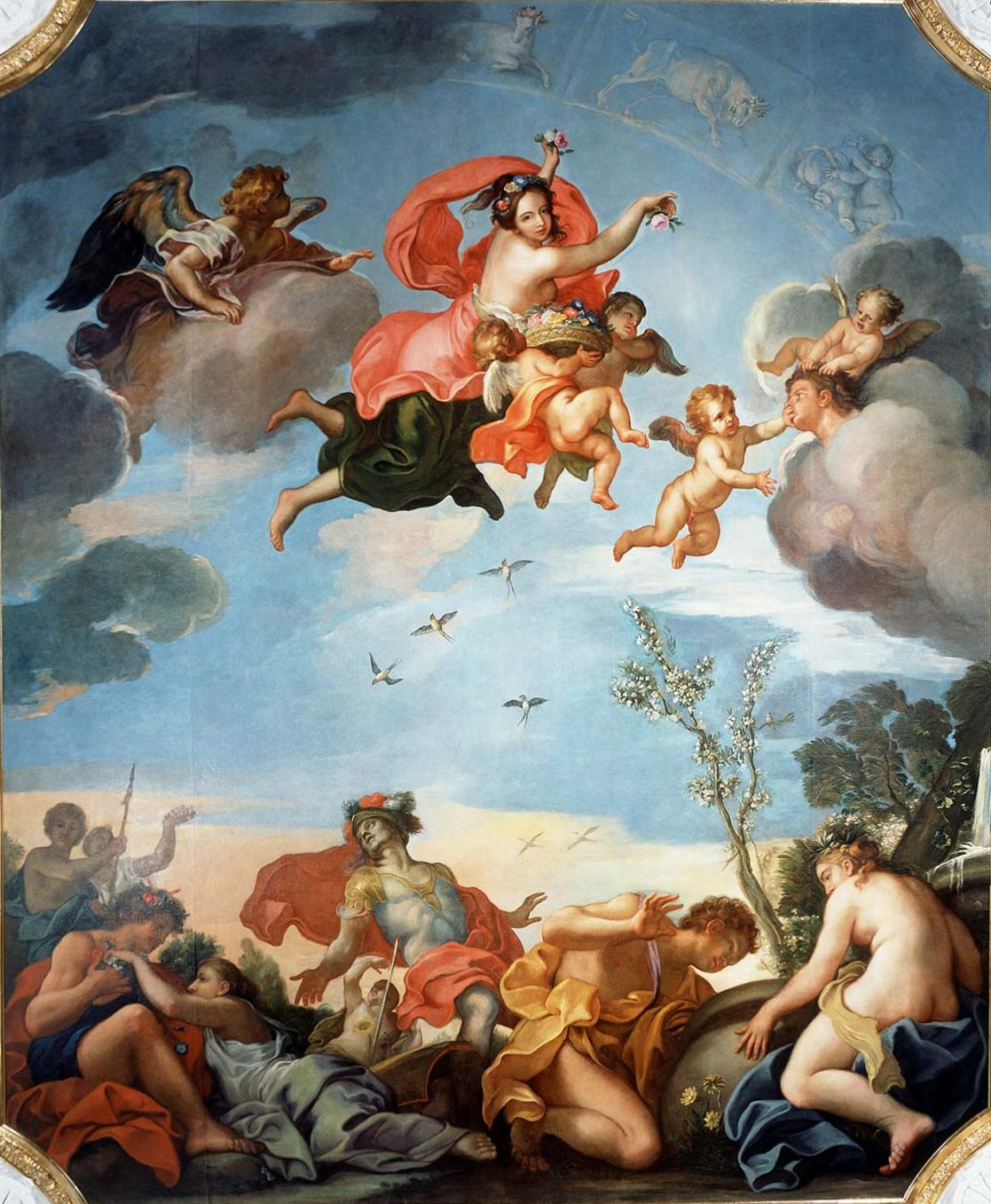
Allégorie du printemps, années 1680
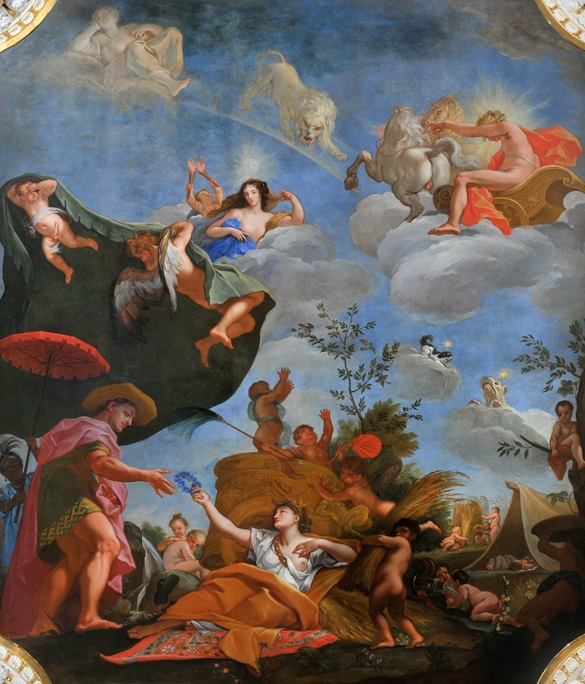
Allégorie de l'été, 1684−1686

### Portraits

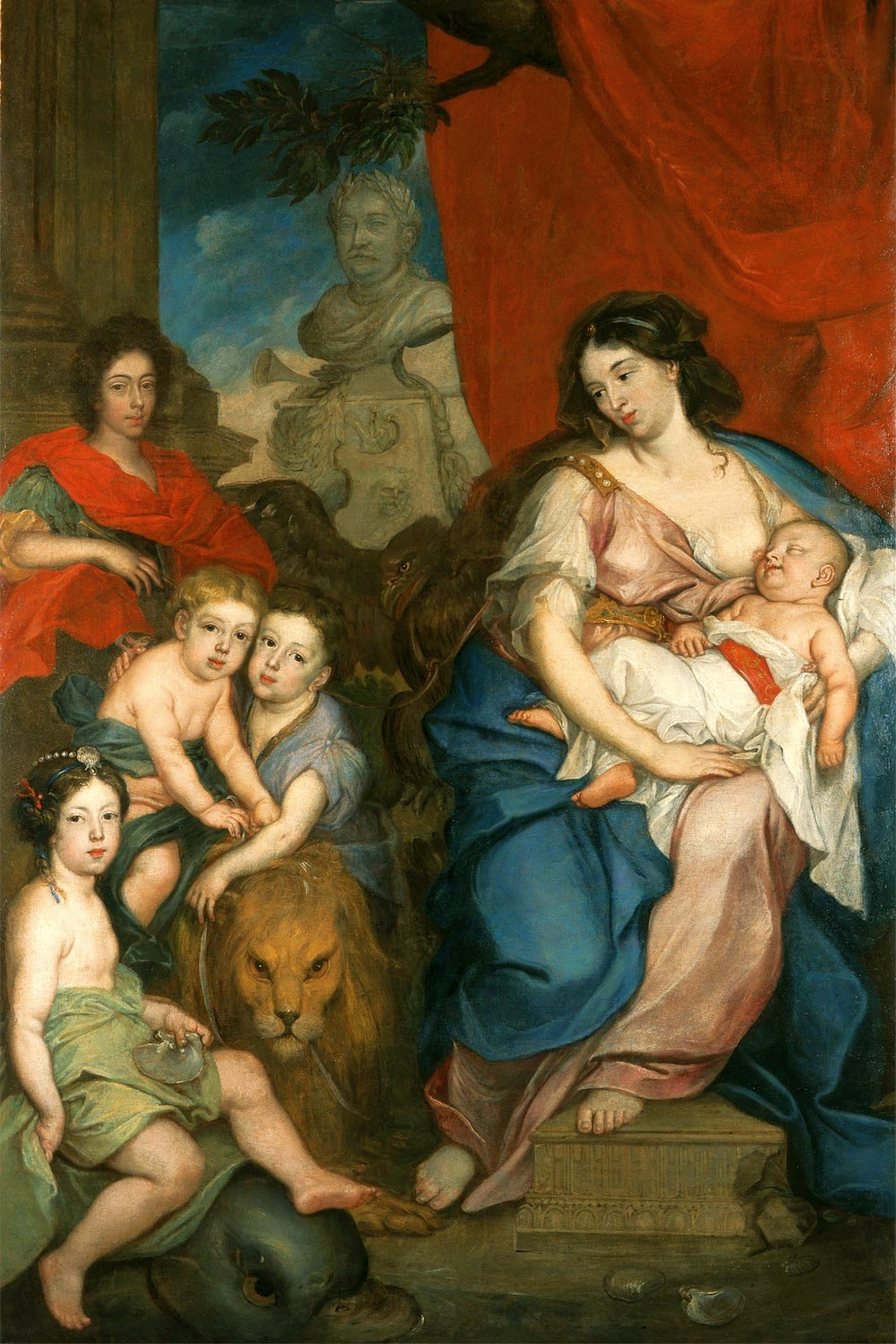
Reine Marie Casimire avec ses enfants, 1684
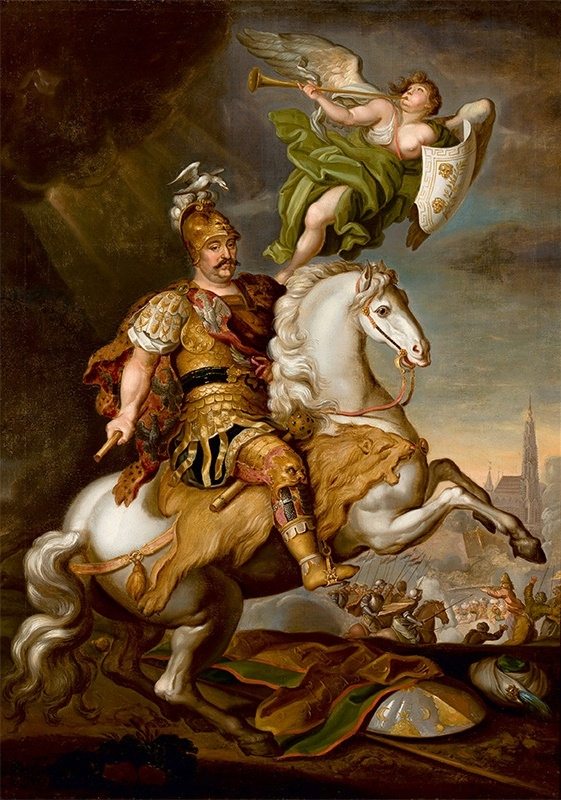
Jean III Sobieski à la bataille de Vienne, 1686
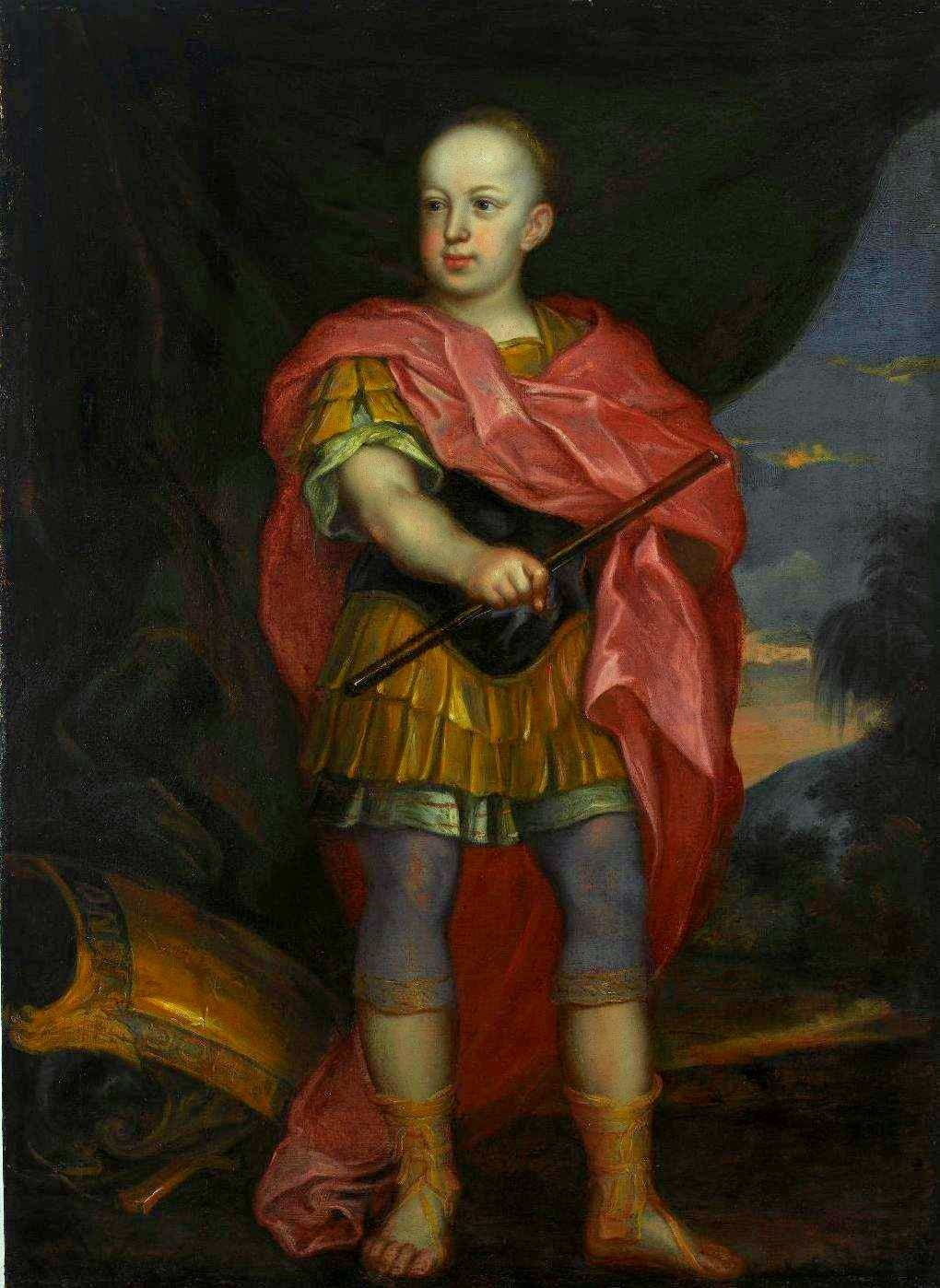
Konstanty Władysław Sobieski, ca. 1690